# Eugyra pedunculata
Eugyra pedunculata is een zakpijpensoort uit de familie van de Molgulidae. De wetenschappelijke naam van de soort is voor het eerst geldig gepubliceerd in 1886 door Traustedt.